# Ichneumon lautatorius
Ichneumon lautatorius là một loài tò vò trong họ Ichneumonidae.